# Imperial Dreams
Imperial Dreams é um filme de drama norte-americano escrito e dirigido por Malik Vitthal. A estreia mundial do filme ocorreu em 2014, no Festival de Cinema de Sundance, em 20 de janeiro de 2014. Na cerimônia, venceu a categoria Audience Award. Em 3 de fevereiro de 2017, o filme foi adicionado ao catálogo da Netflix.

## Elenco
- John Boyega como Bambi
- Rotimi Akinosho como Wayne
- Keke Palmer como Samaara
- Glenn Plummer como Uncle Shrimp
- De'Aundre Bonds como Gideon
- Sufe Bradshaw como Detective Gill
- Jernard Burks como Cornell
- Nora Zehetner como Janine
- Anika Noni Rose como Miss Price
- Maximiliano Hernández como Detective Hernandez